# Gemini TV
Gemini TV est une chaîne de télévision en télougou lancée en 1995 par Sun TV Network. Elle diffuse des séries, des films, des émissions en direct, des jeux et des nouvelles. Son flux HD a été lancé le 11 décembre 2011.